# Montrose (Regno Unito)
Montrose (in gaelico scozzese Monadh Rois) è una cittadina dell'area amministrativa scozzese di Angus, nel Regno Unito.
Qua nacque Robert Brown (botanico) e Muriel Craigie, (OBE) durante la seconda guerra mondiale, guidò i servizi di volontariato femminile per la protezione civile. 

## Amministrazione

### Gemellaggi
- Luzarches, dal 1994